# ランマドー郡区
ランマドー郡区 （ビルマ語:  လမ်းမတော် မြို့နယ်、英語: Lanmadaw Township）はミャンマー ヤンゴン市 ヤンゴン西部県にある郡区。郡区は12の小区（Ward）によって構成される。郡区の西はアロン郡区、東はラタ郡区、南はヤンゴン川とセイッカン郡区、北はダゴン郡区に接する。ラタ郡区には小学校5校、中学校2校、高等学校2校がある。ランマドー郡区とラタ郡区は中華街を形成している。
さらにランマドー郡区にはヤンゴン看護学校、ヤンゴン第一医科大学が立地している。

## 主な建築物
ヤンゴン市開発委員会が保全しているラタ郡区の建築学的重要な建物、建築物は以下の通り。
| 建築物                                                                          | 種類   | 所在地                            | 記                     |
| ------------------------------------------------------------------------------- | ------ | --------------------------------- | ---------------------- |
| ランマドー第1基礎教育高等学校（BEHS）                                           | 学校   | ミン・イェ・チョーズワ通り120-140 | 旧聖ジョン英語高等学校 |
| ランマドー第6基礎教育高等学校                                                   | 学校   | ランマドー通り 183-185            |                        |
| ハシン・キャシン・パティル・トラスト・モスク（Hashin Casin Patil Trust Mosque） | モスク | ワーダン通り61-63                 |                        |
| ランマドー郡区電気技師オフィス                                                  | 事務所 | ストランド通り 568                |                        |
| ミャンマーバプテスト教会ユニオン                                                | 教会   | ミン・イェ・チョーズワ通り143     |                        |
| ヤンゴン第一医科大学 ランマドーキャンパス                                       | 大学   | ランマドー通り 245                |                        |
| ヤンゴン中央婦人病院                                                            | 病院   | ミン・イェ・チョーズワ通り        |                        |